# Победря, Борис Ефимович
Бори́с Ефи́мович Победря (26 мая 1937, Москва — 1 марта 2016, там же) — советский и российский учёный в области механики.

## Биография
Окончил механико-математический факультет МГУ (1963). Ученик А. А. Ильюшина.
Кaндидат физико-мaтематических наук (1966), тема кандидатской диссертации: «К вопросу о нелинейной вязко-упругости». Доктоp физико-мaтематических наук (1971), тема докторской диссертации: «Методы термо-вязко-упругости».
В 1978 году присвоено звание профессора.
Основатель (1987) кафедры механики композитов механико-математического факультета МГУ и её заведующий.
Преподавал в Московском государственном университете, читал курсы лекций для студентов и аспирантов «Механика сплошной среды», «Теория упругости и пластичности», «Методы вычислений», спецкурсы по различным вопросам механики деформируемого твёрдого тела, термодинамике сплошной среды, вычислительной механике и тензорному анализу. Руководил спецсеминарами по механике деформируемого твёрдого тела, численным методам в теории упругости и пластичности, механике композитов.
Подготовил 44 кандидата и 6 докторов наук.
Член президиума Научного совета РАН по прочности и пластичности. Председатель специализированного совета при МГУ по присуждению кандидатских и докторских степеней по специальностям 01.02.04 — механика деформируемого твёрдого тела; 01.02.06 — динамика, прочность машин, приборов и аппаратуры.
Избран членом Российского национального комитета по теоретической и прикладной механике (1994).
Член редколлегий журналов «Известия РАН. Механика твёрдого тела», «Механика композитных материалов», «Вычислительная механика твёрдого тела», «Журнала композитных материалов и конструкций», «Вестник Московского университета. Серия 1. Математика и механика.»
Автор и соавтор около 200 научных работ.

## Научные интересы
Фундаментальные результаты в области механики деформируемого твёрдого тела. Ему принадлежит новая постановка задачи механики деформируемого твёрдого тела в напряжениях и соответствующий новый вариационный принцип, постановка связанных задач термомеханики при учёте тепловыделения при деформировании. Построил теорию определяющих соотношений в виде анизотропных тензорных операторов.
Ввёл обоснованные варианты критерии разрушения анизотропных и неоднородных материалов. Нашёл аналитические выражения для эффективных модулей упругости, податливостей, ядер релаксации и ползучести и функций пластичности для слоистых и однонаправленных волокнистых композитов с идеальным и неидеальным контактом компонентов.
Предложил эффективные численные методы решения пространственных задач теории упругости, вязкоупругости, пластичности, методы расчёта микронапряжений упругих, вязкоупругих и упругопластических композитов на основе метода осреднения.

### Редактор и переводчик
- Расчёт напряжённого состояния сосудов. Ред. Р. Никольс
- Новацкий В. Теория упругости (пер. с польск.)
- Зенкевич О. Метод конечных элементов в технике. Пер. с англ. М.: Мир. 1975. 544 с.

## Награды
- Лауреат Государственной премии СССР в области науки и техники (1985) за цикл работ по созданию методов расчёта конструкций из композиционных материалов.
- Заслуженный деятель науки Российской Федерации (1996).
- Заслуженный профессор МГУ (2006).
- Лауреат премии имени М. В. Ломоносова (МГУ) за научную деятельность II степени (2005) за цикл работ «Задачи механики деформируемого твёрдого тела в напряжениях».
- медаль «Ветеран труда» (1987).
- медаль им. П. Л. Капицы.